# William O'Connor
William Scott O'Connor (Pittsburgh, 23 maggio 1864 – Manhattan, 16 gennaio 1939) è stato uno schermidore statunitense, vincitore di una medaglia d'argento nella scherma ai giochi olimpici.